# Isabel Horta Correia
Isabel Horta Correia é uma economista portuguesa, professora catedrática na Universidade Católica Portuguesa. De 2013 a 2018, ocupou o cargo de chefe do Departamento de Estudos Económicos do Banco de Portugal.

## Carreira
Correia ingressou na Escola de Economia e Negócios da Universidade Católica Portuguesa após a conclusão do doutoramento e tornou-se professora catedrática em 2004. A sua área de pesquisa é macroeconomia, especificamente, crescimento económico, ciclos económicos, políticas monetárias, políticas fiscais e distribuição de riqueza. A partir de 2001 trabalhou como investigadora no Banco de Portugal e em 2013 foi nomeada chefe do Departamento de Estudos Económicos. Esta nomeação gerou alguma controvérsia visto que o Banco inicialmente anunciou um concurso público para o lugar, mas depois cedeu o lugar a Correia por nenhum dos outros candidatos estar qualificado e ser ela a única a ter a "combinação de atributos necessária garantir o padrão de liderança e gestão da equipa ". Ela deixou o cargo em 2018.
Correia publicou num grande número de revistas internacionais revisadas por pares, incluindo o Journal of Political Economy, Review of Economic Studies, Journal of Monetary Economics, Journal of Public Economics e European Economic Review. É editora associada do Portuguese Economic Journal e da Macroeconomic Dynamics. Tem sido membro do júri de avaliação de propostas de bolsas do Conselho Europeu de Investigação e avaliadora da Fundação para a Ciência e Tecnologia, órgão em Portugal responsável pela atribuição de bolsas de investigação científica.
Desde 2013, é sócia correspondente da Classe de Letras da Academia das Ciências de Lisboa (6.ª Secção - Economia e Finanças).